# Priscus de Lyon
Pour les articles homonymes, voir Priscus.
Priscus est un évêque de Lyon ayant exercé sa charge entre 573 et 585 ou 589.

## Histoire
Priscus (Prisque) succède à Nizier en 573. Alors que son prédécesseur avait conseillé Aetherius pour prendre sa suite, le roi mérovingien Gontran nomme Priscus. Grégoire de Tours dit que la femme de Priscus s'appelait Susanne.
Il existe peu d'informations sur ce personnage, ni preuve d'indignité, ni preuve de zèle pastoral particulier. Son épitaphe épiscopale métrique nous permet de savoir qu'il est issu de l'aristocratie et qu'il a exercé des charges politiques avant de devenir évêque.
Il préside trois conciles : le Premier concile de Mâcon (581), le troisième concile provincial de Lyon (583), ainsi que le Second concile de Mâcon (585).
Lors du synode de Lyon, le sixième et dernier canon décident de faire ouvrir aux frais de l'évêque une léproserie dans chaque ville,.